# Glory to the Brave
Glory to the Brave è il primo album della band heavy metal svedese HammerFall pubblicato dalla Nuclear Blast nel 1997.

## Tracce
1. The Dragon Lies Bleeding – 4:22
2. The Metal Age – 4:28
3. HammerFall – 4:47
4. I Believe – 4:53
5. Child of the Damned (Warlord cover) – 3:42
6. Steel Meets Steel – 4:02
7. Stone Cold – 5:43
8. Unchained – 5:38
9. Glory to the Brave – 7:20
10. RavenLord (bonus track) – 3:31

## Formazione
- Joacim Cans - voce
- Oscar Dronjak - chitarra
- Glenn Ljungström - chitarra
- Fredrik Larsson - basso
- Jesper Strömblad - batteria